# جورج أليوت
جورج أليوت (25 سبتمبر 1813 بكلكتا في الهند - 13 ديسمبر 1901 بلندن في الإمبراطورية الرومانية) (بالإنجليزية: George Elliot)‏ هو سياسي ولاعب كريكت بريطاني (وحمل سابقاً جنسية المملكة المتحدة لبريطانيا العظمى وأيرلندا).